# NGC 461
NGC 461 (również PGC 4636) – galaktyka spiralna z poprzeczką (SBc), znajdująca się w gwiazdozbiorze Rzeźbiarza. Odkrył ją John Herschel 25 września 1834 roku.